# Ким, Василий Михайлович
Василий Михайлович Ким (25 сентября 1918 года, село Рязановка, Никольск-Уссурийский уезд, Приморская область — 11 мая 1983 года, Галабинский район, Ташкентская область, Узбекская ССР) — звеньевой колхоза «Правда» Верхне-Чирчикского района Ташкентской области, Узбекская ССР. Герой Социалистического Труда (1951).

## Биография
Родился в 1918 году в крестьянской семье в селе Рязановка Никольск-Уссурийского уезда.
В 1934 году окончил семилетку в селе Морозовка Ханкайского района Уссурийской области. С 1934 года — электромонтёр угольной шахты № 3 в городе Артём Приморской области.
В 1937 году депортирован на спецпоселение в Ташкентскую область. С 1937 года — бригадир имени Стаханова Нижне-Чирчикского района. В 1944 году вступил в ВКП(б). С 1946 года — рядовой колхозник, бригадир кенафной, рисоводческой и хлопковой бригады в колхозе имени «Правда» Верхне-Чирчикского района.
В 1950 году бригада Василия Кима получила в среднем по 82,8 центнеров зеленцового кенафа с каждого гектара на участке площадью 18,5 гектаров. Указом Президиума Верховного Совета СССР от 17 июля 1951 года удостоен звания Героя Социалистического Труда с вручением ордена Ленина и золотой медали «Серп и Молот».
За выдающиеся трудовые достижения в 1953 году был награждён вторым Орденом Ленина.
С 1956 года проживал в Туркменской ССР. Трудился заведующим свиноводческой фермой колхоза имени Кирова (позднее — «Интернационал») Калининского района Ташаузской области в селе Кызыл-Эргенек. С 1961 года — бригадир в этом же колхозе.
В 1964 году возвратился в Узбекскую ССР. До 1968 года — рабочий, управляющий совхозом имени Чапаева Кунградского района Каракалпакской АССР. Потом — рабочий совхоза имени 45-летия ВЛКСМ Кегейлийского района Каракалпакской АССР (1968—1969). С 1969 года — агроном совхоза «Алтын-Куль» Ленинабадского района Каракалпакской АССР.
С 1972 года проживал на Украине. Трудился в колхозе «Южный» Акимовского района Запорожской области. В 1974 году возвратился в Узбекистан, где работал в колхозе «Ленинград» Галабинского района Ташкентской области.
В 1978 году вышел на пенсию. Персональный пенсионер союзного значения.
Скончался в мае 1983 года. Похоронен на кладбище колхоза «Большевик» Галабинского района Ташкентской области.
Награды
- Герой Социалистического Труда
- Орден Ленина — дважды (1951; 1954)
- Орден Трудового Красного Знамени (1953)
- Медаль «За доблестный труд в Великой Отечественной войне 1941—1945 гг.» (06.06.1945)